# Sirpur

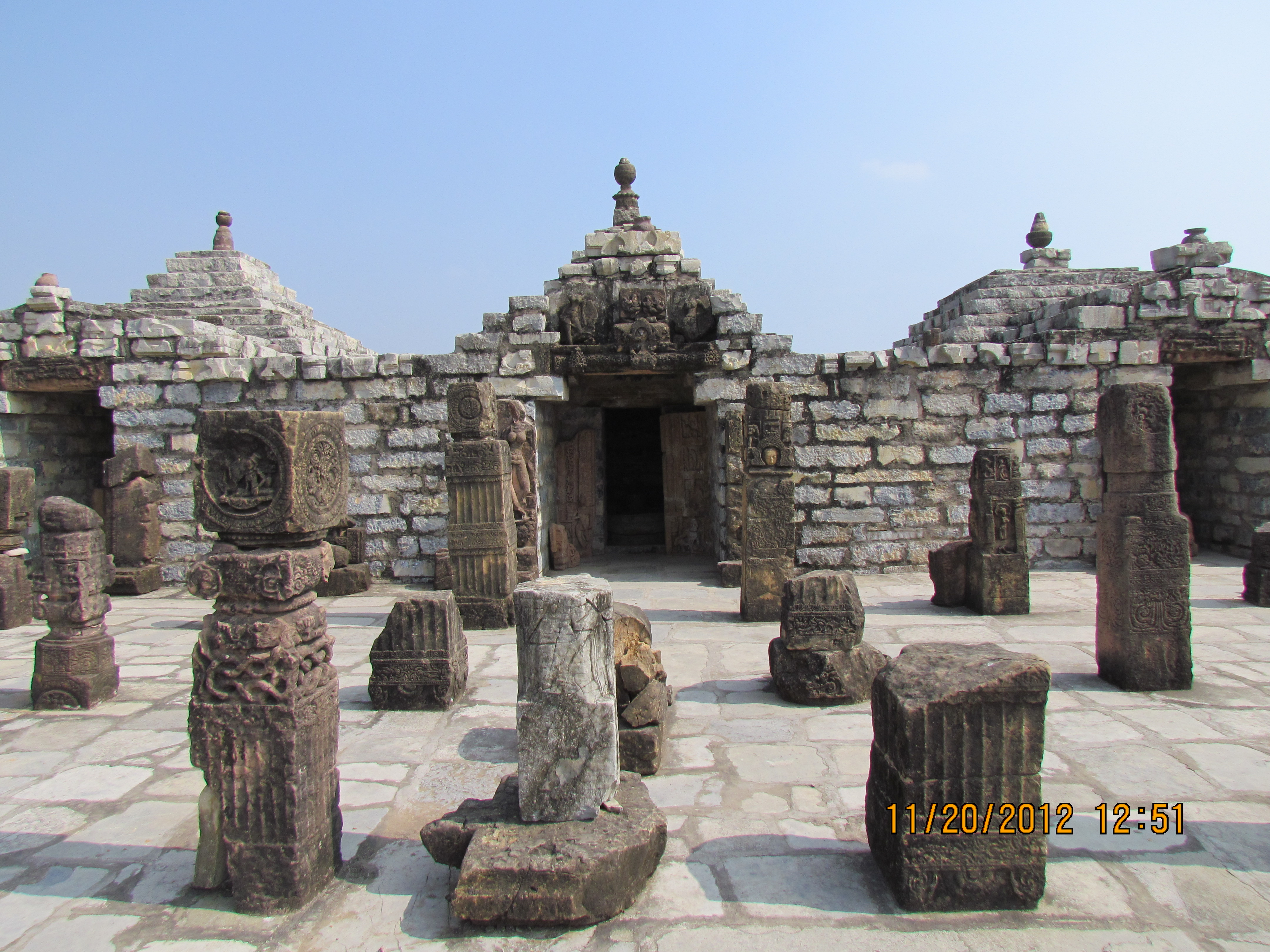
Surang Tila

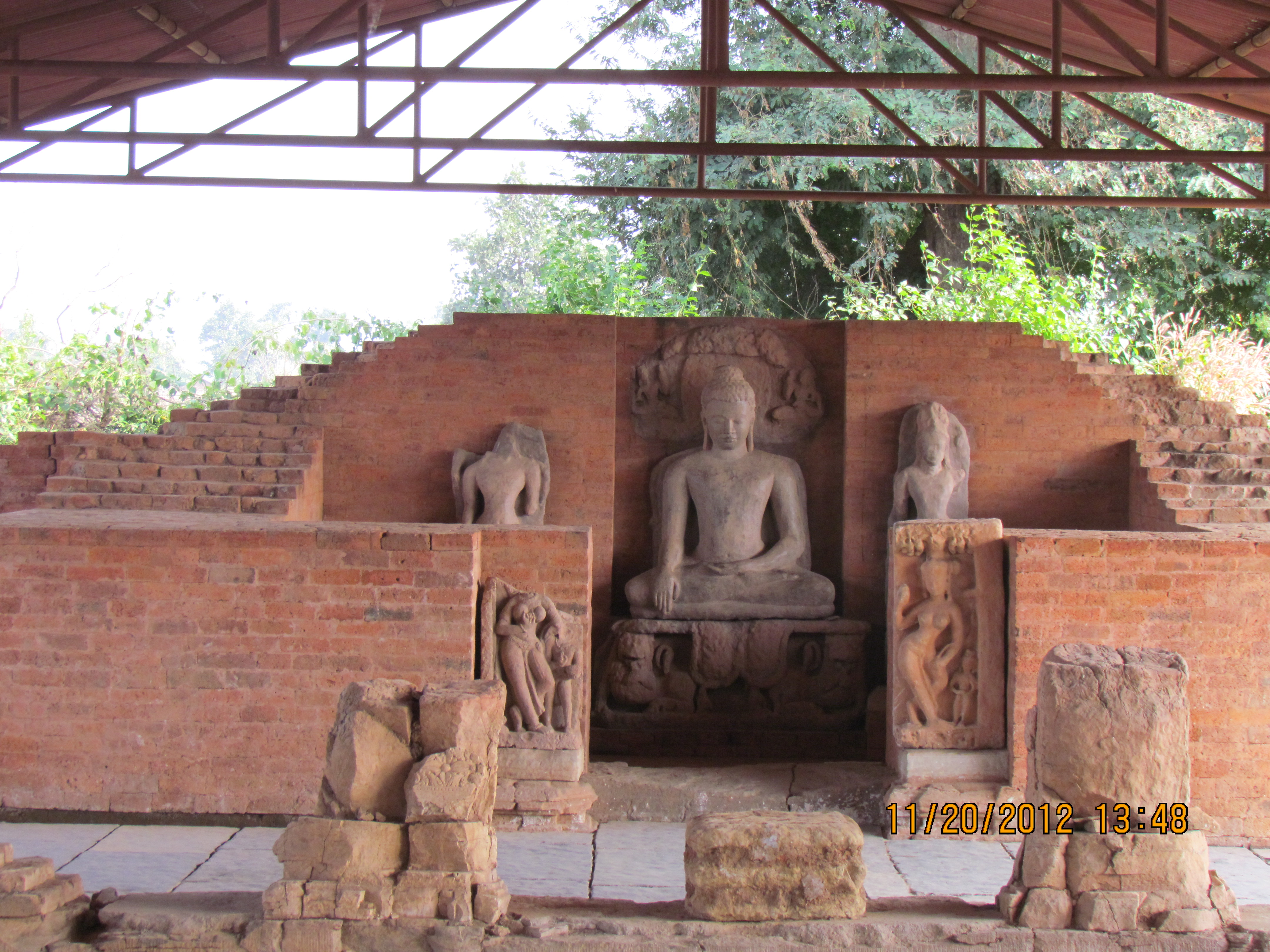
Skulpturen im buddhistischen Kloster

Sirpur (Hindi सिरपुर) ist ein ca. 600 Einwohner zählendes Dorf im nordindischen Bundesstaat Chhattisgarh. Außerhalb des Ortes stehen die Ruinen eines buddhistischen Klosters (vihara) und mehrerer hinduistischer Ziegelsteintempel aus dem 7. Jahrhundert.

## Lage und Klima
Sirpur liegt am Fluss Mahanadi in einer Höhe von knapp 260 m ca. 82 km (Fahrtstrecke) östlich von Raipur bzw. 38 km nordöstlich der Distriktshauptstadt Mahasamund. Das Klima ist warm; Regen fällt hauptsächlich in den Monsunmonaten Juni bis September.

## Bevölkerung
Die überwiegend Hindi sprechenden Einwohner des Ortes sind ganz überwiegend Hindus; andere Religionen spielen unter der Landbevölkerung Indiens kaum eine Rolle. Der weibliche Bevölkerungsanteil ist ca. 8 % höher als der männliche.

## Wirtschaft
Die Hauptrolle in den Dörfern spielt die Landwirtschaft; manchmal werden auch Hühner und/oder Milchkühe gehalten. Im Ort selbst gibt es Kleinhändler, Handwerker und Tagelöhner.

## Geschichte
Bereits im frühen Mittelalter waren Sirpur (damals Shripur) und sein fruchtbares Umland von großer wirtschaftlicher und politischer Bedeutung, denn über den Mahanadi-Fluss war Sirpur mit den Häfen Odissas – vor allem mit Cuttack – verbunden. Sirpur war die Hauptstadt des südlichen Kosala-Königreichs und sowohl ein religiöses Zentrum für Buddhisten als auch für Hindus. Der chinesische Pilgermönch Xuanzang besuchte die Gegend im 7. Jahrhundert und nannte sie einen „Pfeiler des Buddhismus“. Wahrscheinlich im 12. Jahrhundert zerstörte ein Erdbeben die Stadt; inwieweit auch der Islam zur Zerstörung der alten Bauten beitrug, ist ungeklärt.
Im ausgehenden 19. Jahrhundert wurde der historische Ort von britischen Forschern wiederentdeckt, doch erst in den 1950er Jahren wurden Ausgrabungsarbeiten durchgeführt. Bei weiteren Grabungen in den Jahren 2000 bis 2011 wurden 39 von insgesamt 184 Erdhügeln untersucht; dabei wurden 17 Shiva-Tempel, ein Trimurti-Tempel, 6 buddhistische und 3 Jain-Heiligtümer identifiziert.

## Sehenswürdigkeiten
- Der wahrscheinlich in der ersten Hälfte des 7. Jahrhunderts entstandene Lakshmana-Tempel ist beinahe zur Gänze aus Ziegelsteinen gebaut und mit figürlichen und ornamentalen Terracotta-Reliefs geschmückt, die – wie der gesamte Tempel – mit einer Stuckschicht überzogen und wahrscheinlich farbig bemalt waren; an geschützten Stellen sind Reste der Stuckschicht noch erhalten. Der Name Lakshmana sowie einige Skulpturenreste deuten auf eine Weihe an den Hindu-Gott Vishnu hin. Der Tempel steht auf einer Umgangsplattform (jagati) und bestand ursprünglich aus einer flachgedeckten Vorhalle (mandapa), einem kleinen Vorraum (antarala) und einer turmüberhöhten Cella (garbhagriha). Der steil aufragende Turm (shikhara) ist reich gegliedert und mit zahlreichen gerippten Steinen (amalakas) sowie mit Blendfenstern (chandrasalas) und anderem Dekor wie Scheintüren versehen; sein oberer Abschluss (wahrscheinlich ein amalaka-Ringstein mit aufsitzendem kalasha-Krug) fehlt. Der fünffach unterteilte Naturstein-Rahmen des Portals zur Cella zeigt „himmlische Liebespaare“ (mithunas) sowie Götterfiguren. Wahrscheinlich bei einem Erdbeben stürzte im 12. Jahrhundert die Vorhalle ein – der Tempel wurde fortan nicht mehr genutzt; er steht heute unter der Aufsicht des Archaeological Survey of India.
- Unmittelbar hinter dem Tempel befindet sich das Laxman Mandir Museum mit zahlreichen – aus den Trümmern der zerstörten Vorhalle geborgenen – figürlichen und ornamentalen Exponaten.
- Ca. 400 m entfernt steht der ebenfalls aus Ziegelsteinen erbaute Rama-Tempel, dessen architektonische Überreste denen des größeren Lakshmana-Tempel sehr ähnlich sind.
- Der Gandhesvara Tempel ist ein neuzeitlicher Bau auf alten Fundamenten; in seinem Hof sind etliche Skulpturen ausgestellt – darunter eine Buddha-Statue, ein Shiva-Lingam etc.
- Unter dem größten Erdhügel befand sich ein weiterer ungewöhnlicher Bau – der auf einer ca. 5 m hohen Plattform ruhende und aus Natursteinen errichtete Surang Tila, in dessen von mehreren Cellae (garbhagrihas) umgebener Innenhof zahlreiche dekorative Pfeilerreste ausgestellt sind.

Umgebung
- Ca. 1,5 km südlich des Lakshmana-Tempels befinden sich die Überreste zweier buddhistischer Klöster (viharas). Auch sie wurden – mit Ausnahme der Türrahmen sowie der Figuren – aus Ziegelsteinen gebaut. Ihre Architektur gleicht der eines noblen Wohnhauses mit um einen Innenhof gruppierten Mönchszellen; eine Zelle ist einer Buddha-Statue im Lotossitz und mit dem Gestus der Erdberührung (bhumisparshamudra) sowie seitlichen Begleitfiguren (evtl. Bodhisattvas Padmapani und Vajrapani) vorbehalten.